# Pante Baro Bukit Panyang
Pante Baro Bukit Panyang is een bestuurslaag in het regentschap Bireuen van de provincie Atjeh, Indonesië. Pante Baro Bukit Panyang telt 318 inwoners (volkstelling 2010).